# New Threat Upgrade

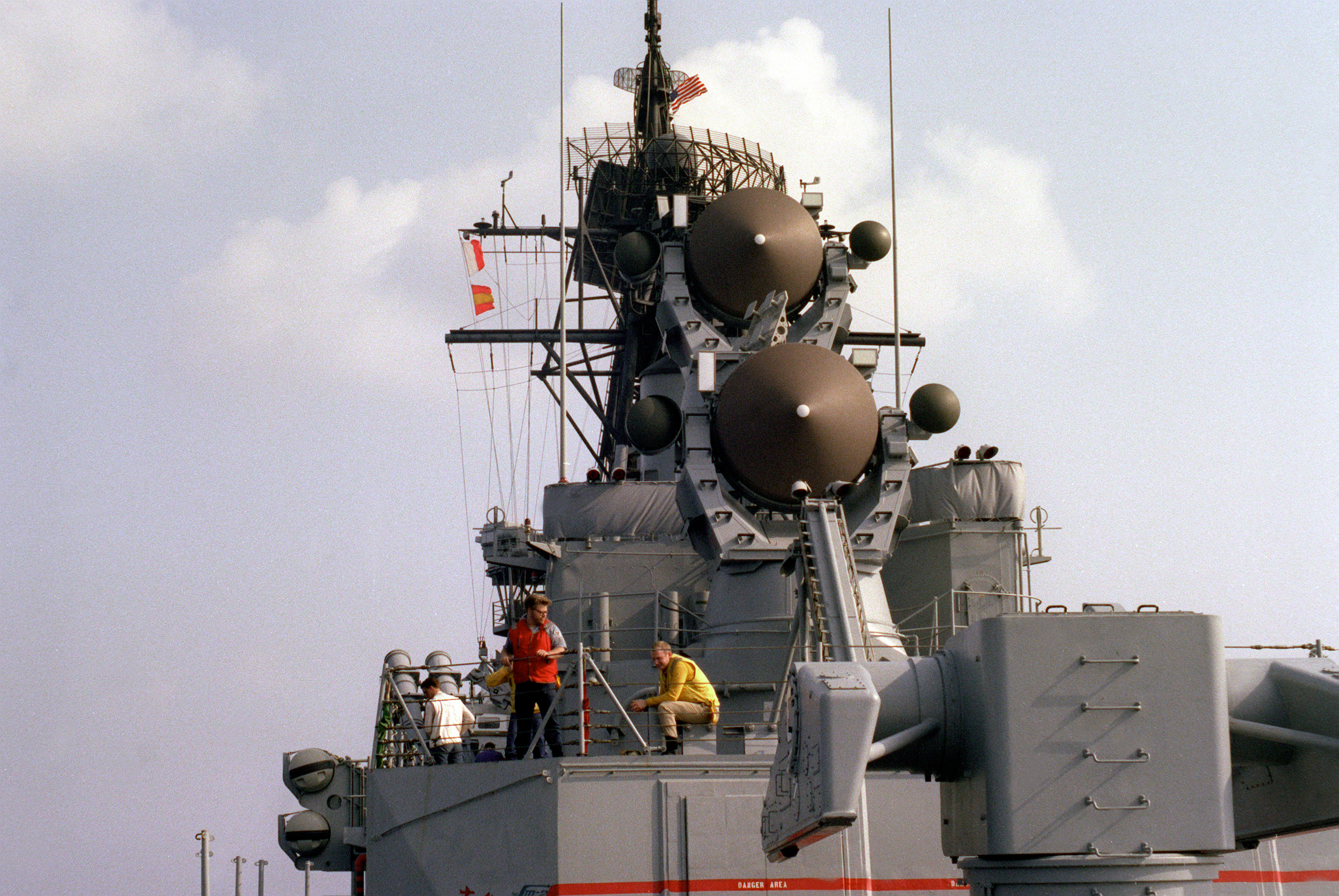
En 1983, el USS Mahan (DDG-42) en acción para probar y evaluar el sistema de combate New Threat Upgrade (NTU) con el Terrier.

## El programa
New Threat Upgrade (NTU) fue un programa para mejorar la capacidad de defensa antiaérea de los buques Terrier y Tartar. Permite el uso completo de los nuevos misiles estándar (SM-2) y mejora la interoperabilidad de los sistemas de radar y equipos de a bordo de los buques. El sistema permite a los buques compartir el tiempo de iluminación de los radares para múltiples intercepciones de misiles de una manera similar al sistema de combate Aegis. Algunas fuentes indican que los barcos NTU eran superiores en algunos aspectos a los buques Aegis de la misma época, particularmente en el área de la interfaz de usuario. Eran inferiores en que no podían tratar un ataque de saturación de misiles tan bien como los buques Aegis. La disminución de los presupuestos disponibles para la USN después de la Guerra Fría conduce a la mayoría de los buques NTU a retirarse del servicio de forma temprana, debido a los altos costos de operación en comparación a los buques nuevos. Como resultado, la Armada de los Estados Unidos no mantuvo durante mucho tiempo a los buques NTU en servicio y la mayoría de los buques de nueva construcción tienen el sistema de combate Aegis.

## Modificaciones a los buques existentes
El New Threat Upgrade instalado en la clase Leahy incluye remodelación masiva del buque, desde la rehabilitación del espacio de servicio para alimentos a una revisión del sistema de propulsión principal. Sistemas completos fueron eliminados y/o reemplazados, por ejemplo, el radar de búsqueda aérea AN/SPS-40 fue reemplazado por el radar de búsqueda aérea AN/SPS-49. La actualización era también muy cara y los barcos modificados no sirvieron mucho más después de la modificación. Por ejemplo, el USS Gridley (CG-21) recibió NTU en 1991 a un costo de 55 millones de dólares, pero fue dado de baja a principios de 1994.

## Fin de la Guerra Fría
La Guerra Fría terminó poco después de recibir el carísimo New Threat Upgrade y todos los buques que recibieron las actualizaciones fueron dados de baja dentro de los seis años siguientes. El USS Texas (CGN-39) fue dado de baja durante su actualización.

## Clase KDX-II
La Armada de la República de Corea utiliza un sistema NTU derivado para sus destructores de la clase Chungmugong Yi Sunshin.

## Sistemas NTU
- AN/SPS-49(V)5 - Radar de búsqueda aérea 2D (orientación y alcance)
- AN/SPS-48E - Radar de búsqueda aérea 3D (orientación, distancia y altura)
- AN/SYS-2(V)1 Sistema de seguimiento y detección automática integrado (IADTS)
- (A)CDS - Sistema de control de combate (avanzado)
- WDS Mk 14 – Sistema de control de armas
- Sistema de control de disparo Mk 74 Tartar[2] y Mk 76 Terrier (radar AN/SPG-55B para buques Terrier y AN/SPG-51 para Tartar)
- AN/SYR-1 Establecimiento de comunicaciones de seguimiento,[3] utilizado para el enlace descendente del misil SM-2
- Lanzador manual de doble rail Mk 10, lanzador automático de rail único Mk 13 y lanzadores de misiles automático de doble rail Mk 26[4]
- RESS – Sistema radar simulador de condiciones ambientales

## Buques NTU
Algunas unidades de estas clases fueron modificadas para New Threat Upgrade.
- Crucero de clase Belknap[5]
- Crucero de clase California
- Destructor clase Charles F. Adams - previsto para ser actualizado, pero luego cancelado.[6]
- Destructor clase Farragut (1958) - planeado, pero solo el USS Mahan (DDG-42) fue actualizado como plataforma de prueba en 1982.[7]
- Destructor de la clase Kidd[8]
- Crucero clase Leahy - todos se actualizaron a finales de la década de 1980 y fueron dados de baja en 1995.
- Crucero clase Virginia